# ملبا فیلیپس
 ملبا فیلیپس (انگلیسی: Melba Phillips؛ زاده ۱ فوریهٔ ۱۹۰۷ درگذشته ۸ نوامبر ۲۰۰۴) یک دانشمند اهل ایالات متحده آمریکا بود.